# Монологи над Ужем
Міжнародний театральний фестиваль моновистав «Монологи над Ужем» — театральний фестиваль, заснований у 2018 році Ужгородською міською радою та газетою «Неділя. Закарпатські новини» (Михайло Носа) Ужгород. Проводиться фестиваль щороку у вересні місяці. Вистави фестивалю граються на різних театральних майданчиках міста Ужгород. Головний девіз фестивалю — Театр об'єднує найкращих.

## Мета фестивалю
- збереження та популяризація кращих світових здобутків виконавської майстерності світового театру,
- розвиток професійної майстерності акторів українського театру,
- ознайомлення Ужгородської публіки з найкращими зразками світового театру, У рамках Фестивалю проводяться:
- круглі стіл з питань сучасного театру;
- театральні виставки;
- майстер-класи;
- презентації наукових видань з питань театрального мистецтва
- творчі зустрічі (режисерів, драматургів, театрознавців)

## Відзнаки фестивалю
- За участь у фестивалі. Заснована 2018 року. Нагороджуються - актор / акторк за участь у фестивалі;
- За розвиток театрального мистецтва заснована 2018 року. Нагороджується - діячі театру;
- Відзнака імені Галини Канарської заснована 2021 року. Галина Канарська (1956-2021), українська театрознавиця, перекладачка, драматургиня. За кращі роботи в галузі театрознавства і театральної критики (монографічні дослідження, збірки, що торкаються питань історії та теорії театру, проблемні театрознавчі статті, рецензії на вистави, нариси про митців театру тощо, а також творчі праці театральних перекладачів та драматургів).

## Експертна рада фестивалю
- Михайло Носа — директор фестивалю, журналіст, голова редакційної ради газета «Неділя Закарпатські новини», члена спілки журналістів України (Ужгород);
- Олег Зайцев — заслужений працівник культури України Арт директор, Головний режисер фестивалю (Ужгород);
- Галина Канарська — театразнавиця, перекладачка, драматургиня (1956—2021) (Львів);
- Тетяна Вашергелі — заслужений журналіст України (Ужгород).

## Програма фестивалю

### I фестиваль
Проходив з 22 по 26 вересня 2018. Учасники фестивалю актори з (Україна, Грузія, Словаччина, Польща, Румунія)

Афіша фестивалю 2021

- Тбіліський державний академічний російський драматичний театр ім. О. Грибоєдова (Тбілісі, Грузія), вистава «Я -Микола Гумільов'» (актор Іване Курасбедіані)[1]
- Львівський обласний академічний музично-драматичний театр імені Юрія Дрогобича (Дрогобич, Україна), вистава Едіт Піаф (акторка Олена Дудич)
- Національний академічний український драматичний театр імені Марії Заньковецької(Львів, Україна), вистава «Тринадцята жінка» (акторка- народна артистка України Наталія Лань)
- Творча майстерня «Театр у кошику» (Львів, Україна), вистава «Стара пані висиджує» (акторка- заслужена артистка України Лідія Данильчук)
- Театр Ararat (Бая-Маре, Румунія), вистава «Художник плакатів» (актор Клаудіу Пінтікан)[2]
- Театр Kontra (Спішська Нова Весь, Словаччина), вистава Макбет (актор Петер Чіжмар)
- Театр Т1 (Люблін, Польща), вистава «Жертва» (актор Матеуш Новак)

В рамках фестивалю відбулась персональна театральна виставка «ЕСКІЗИ ЖИТТЯ» заслуженого діяча мистецтв України, головного художника Закарпатського академічного обласного українського музично-драматичного театру ім.братів Шерегіїв Емми Зайцевої

### II фестиваль
Проходив з 17 по 22 вересня 2019. Учасники фестивалю актори з (Україна, Грузія, Вірменія, Польща, Молдова, Білорусь).
- Театральний проєкт (Люблін, Польща) — вистава «Жовте обличчя» за оповіданням Артура Конан Дойла (акторка Віра Градюк)[4]
- Тбіліський державний академічний російський драматичний театр ім. О. Грибоєдова (Тбілісі, Грузія) — вистава «Жотний ангел» (акторка Ірина Мегвінетухуцесі);
- «ProEnglish Theatre» (Київ, Україна) — вистава «A Morphine» за оповіданням Михайла Булгакова (актор Юрій Радіонов);
- Державний молодіжний драматичний театр «З вулиці Роз» ім. Ю. Хармеліна (Кишинів, Молдова) — вистава «Квіти для Елджернона» за Даніелом Кізом (актор  Олексій Штирбул);
- Львівський обласний академічний музично-драматичний театр імені Юрія Дрогобича (Дрогобич, Україна) — вистава «Маргарита й Абульфаз» за романом С. Алексієвич (акторка Дудич Олена);
- Театральний проєкт(Єреван, Вірменія) — вистава «Їхня сестра» (акторка Нора Бадалян);
- Театральний проєкт «Theatrum MUNDI» (Чернігів, Україна) — вистава «Чому люди не…?» (актор Микола Бичук);
- Театр «Solo» спільно із Національним центром театрального мистецтва ім. Леся Курбаса (Київ, Україна) — вистава «Frida» за п'єсою «Скажена голубка» Тетяни Іващенко; реж. Людмила Колосович (акторка Уляна Ліб, Ольга Тихоненко);
- Театр «Соломія» (Коломия, Україна) — вистава «Квітка ностальгії» (акторка Мар'яна Кодіна-Іванович);
- Національний академічний драматичний театр імені Івана Франка (Київ, Україна) — вистава «Момент Кохання» Володимира Винниченко (артист Євген Нищук);
- Галерея Сценографії. Проєкт «Застільний період» (Львів, Україна) — вистава «Інтерв'ю з другом» А. Бондаренко (артист Андрій Петрук)
- Могильовська обласна філармонія (Могильов, Білорусь) — вистава «Андрій Миронов. Життя продовжується» (актор Павло Усович)[5]

Відзнака За розвиток театрального мистецтва нагороджено:
- Директора Тбіліського державного академічного російського драматичного театру ім. О. Грибоєдова Миколу Свентицького (Тбілісі, Грузія);
- Театрального художника Емму Зайцеву;
- Режисера, директора театрального фестивалю «Молоко» Михайла Журавля (Одеса, Україна);
- Театрознавицю Галину Канарську (Львів, Україна).

У рамках фестивалю відбулась презентація книги «Декоратори театрів Підкарпатської Русі 1919—1938» автор театрознавець Олег Зайцев.

### III фестиваль
Проходив з 17 по 23 вересня 2021 року. Учасники фестивалю актори з (Україна, Вірменія, Румунія, Молдова, Бразилія)
- Львівський обласний академічний музично-драматичний театр імені Юрія Дрогобича (Дрогобич, Україна), вистава «Едіт Піаф» (акторка Дудич Олена);
- Театральний проєкт (Єреван, Вірменія) вистава «Трохи більше, трохи менше» (акторка Нора Бадалян);
- Театр (Львів, Україна) «Самотність» — Е.Умеров (артист — Едем Ібадуллаєв)  [Архівовано 7 березня 2022 у Wayback Machine.];
- Національний академічний драматичний театр імені Івана Франка (Київ, Україна) (артист Євген Нищук);
- Театр «Живаго» (Львів, Україна) «Сумна Колумбіана» — Л.Костенко (акторка Ксенія Мисів);
- Творча майстерня «Театр у кошику» (Львів, Україна), вистава «Розмова» — Л.Українка (акторка: заслужена артистка України Лідія Данильчук);
- Мукачевський драматичний театр (Мукачево, Україна), вистава «Айседора» — З.Сагалов (акторка — Сірануш Матл)  [Архівовано 7 березня 2022 у Wayback Machine.]
- Театральний проєкт Одеського культурного центру та Академії акторської майстерності (Одеса, Україна) вистава «Візаві» — М.Паніч (актор — Олександр Іваненко);
- Івано-франківська обласна філармонія (Івано-Франківськ, Україна) вистава «Іра» — О.Анненко (акторка Ольга Кожушок);
- Театр Vasilache puppet theatr (Ботошані, Румунія) вистава «Не мстіться нам» — А.Поклід (акторка Сільвія Райлеану);
- Театр « Перетворення» Володимира Завальнюка (Київ, Україна) вистава «Леді Капулетті» — Н. Мазур (акторка Анна Яремчук);

У рамках фестивалю відбулась презентація книги «Театрально-декораційне мистецтво Закарпатського академічного обласного українського музично-драматичного театру імені братів Шерегіїв (1946—2021)» автори театрознавець Олег Зайцев, театральний художник Емма Зайцева  [Архівовано 8 березня 2022 у Wayback Machine.]
- Відзнака За розвиток театрального мистецтва нагороджено: Олександр Шпенику (Ужгород);
- Відзнака імені Галини Канарської нагороджено: Лідія Данильчук (Львів);

### IV фестиваль
Проходив з 13 по 18 вересня 2023 року. Учасники фестивалю актори з (Ужгород, Мукачево, Херсон, Миколаїв, Одеса)
- Закарпатський академічний обласний український музично-драматичний театр імені братів Юрія-Августина та Євгена Шерегіїв (Ужгород) "Оtvetka" (акторка —  Ангеліна Сньозик); "Черіклі" (заслужена артистка України —  Наталія Засухіна);
- Херсонський академічний театр (Херсон) "Кицька на спогад про темінь" (акторка — Ольга Бойцова);
- Мукачевський драматичний театр (Мукачево), вистава «Білка зі Стокгольму» (акторка — Лідія Приходько);
- театр (Одеса)"Тихо почитаний"  (актор — Михайло Журавель);
- Миколаївський академічний художній драматичний театр (Миколаїв)"Проста українська скіфська баба" (акторка — Марина Васильєва);
- Театр Kontra (Спішська Нова Весь, Словаччина), вистава "Ненавіджу" (актор Петер Чіжмар);